# Marco Coll
Marco Tulio Coll Tesillo (ur. 23 maja 1935 w Baranquilli, zm. 5 czerwca 2017) – kolumbijski piłkarz grający na pozycji pomocnika.

## Życiorys
Coll piłkarską karierę zaczynał w Sportingu Barranquilla, w barwach którego zadebiutował w 1952 roku. W 1955 roku przeniósł się do Independiente Medellín i w tym samym roku wywalczył z nim swoje pierwsze mistrzostwo Kolumbii. Rok później trafił do Deportes Tolima, z którym w 1957 roku zdobył wicemistrzostwo kraju. W 1960 roku trafił do Atletico Bucaramanga, a niedługo potem do Ameriki Cali, jednak z oboma klubami nie osiągnął żadnych znaczących sukcesów. Piłkarską karierę Marcos kończył w klubie z rodzinnego miasta, Atletico Junior Barranquilla.
W reprezentacji Kolumbii Coll debiutował 16 czerwca 1957 roku w zremisowanym 1:1 meczu z Urugwajem, rozegranym w ramach eliminacji do Mistrzostw Świata 1958. W 1962 roku był członkiem kadry Kolumbii na Mistrzostwa Świata w Chile. Tam był podstawowym zawodnikiem i zagrał we wszystkich trzech meczach swojej drużyny: przegranym 1:2 z Urugwajem, zremisowanym 4:4 meczu z ZSRR oraz przegranym 0:5 z Jugosławią. W drugim z nich zdobył gola na 2:4 pokonując strzałem bezpośrednio z rzutu rożnego Lwa Jaszyna i stając się tym samym pierwszym i jedynym jak do tej pory piłkarzem, który w mistrzostwach świata zdobył w ten sposób gola. W reprezentacji Coll wystąpił łącznie w 11 meczach i zdobył 5 goli.